# José Antonio Muñoz Rojas
José Antonio Muñoz Rojas (Antequera, 9 de octubre de 1909 - Mollina, 29 de septiembre de 2009) fue un poeta y narrador español encuadrado en la Generación del 36.

## Biografía
Nacido en Antequera (Málaga) en 1909, la vida literaria de José Antonio Muñoz Rojas ocupa holgadamente tres cuartos de siglo, desde el momento de conformación de las estéticas del 27 hasta bien entrado el siglo XXI. A lo largo de todos esos años, ha visto pasar a su lado la fiebre vanguardista de los veinte, la poesía «entre pureza y revolución» de los treinta, la oposición entre el garcilasismo y el tremendismo de los cuarenta, el socialrealismo y las estéticas que se abren hacia el medio siglo, los culturalismos y esteticismos marginales, las poéticas del 68, la poesía figurativa y la poesía minimalista a partir de los ochenta..., y así hasta el cansancio. Ya en su fecunda vejez, su obra (rescatada y dada a la luz por la editorial Pre-Textos) se levantó del duradero y parecía que cómodo silencio en que se encontraba para convertirse en una presencia viva, a la que muchos poetas jóvenes acuden para familiarizarse con algunos rasgos esenciales de la poesía de un siglo.
Muñoz Rojas estudió con los jesuitas de Málaga (Colegio San Estanislao de Kostka) y Madrid, y se licenció en Derecho en la Universidad Central. Por entonces fundó —con José Antonio Maravall, Leopoldo Panero y José R. Santeiro— Nueva Revista (1929-1931). Con la publicación de su primer libro, Versos de retorno (1929), tomó contacto con los directores de Litoral (Emilio Prados y Manuel Altolaguirre) y José Luis Cano, además de granjearse la amistad de muchos poetas del 27, entre ellos Vicente Aleixandre. En ese contexto, colaboró en revistas como Mediodía, Isla, Los Cuatro Vientos, El Gallo Crisis, Caballo Verde para la Poesía, que dirigía Pablo Neruda, o Cruz y Raya de José Bergamín...; años después lo haría también en publicaciones de posguerra como Escorial, Garcilaso, Ínsula, Arbor, Papeles de Son Armadans, etc.
En 1932 opositó sin éxito al cuerpo diplomático, y entró a trabajar en la Escuela Internacional fundada por José Castillejo. En septiembre de 1936, y gracias a la intervención de sus amigos de Cambridge, los profesores Bullock y Parker, se incorporó a la lectoría de español de dicha Universidad, en la cual pudo iniciar una investigación sobre las relaciones de los poetas metafísicos ingleses con los autores españoles de su tiempo.
Concluida la guerra civil, volvió a Málaga en 1940, donde, entre otras actividades, fundó con Alfonso Canales la colección poética A quien conmigo va. Instalado en Madrid, en 1952 ingresó en el Banco Urquijo, del que fue secretario general, y se ocupó intensamente de su Sociedad de Estudios y Publicaciones.

## Obras
Versos de retorno supuso una aportación dentro de la corriente neopopular y machadiana, perceptible también en libros posteriores como Cancionero de la casería, mientras que con Ardiente jinete desarrolla el tema amoroso con cierta experimentación vanguardista. A aquel libro le siguieron títulos como Canciones, Sonetos de amor por un autor indiferente, Abril del alma y, sobre todo, Cantos a Rosa, símbolo de la belleza y la fugacidad del tiempo, todos ellos poemarios en torno al amor, la melancolía serena y la armonía del alma con la naturaleza, de la mano de un estilo directo y coloquial que busca el acercamiento entrañable al ser. En 1945 publica Historias de familia, un libro autobiográfico.
Con Las cosas del campo (1951) aborda la prosa poética marcada por cierto estilo horaciano, presente también en su obra memorialística: Las musarañas (1957), Amigos y maestros, La gran musaraña o Dejado ir. Una vertiente más reflexiva da curso a las preocupaciones en torno al recuerdo, la soledad y el tiempo, bajo un estilismo de ruptura y repeticiones que se puede rastrear en sus libros de diversas épocas —en muchos de los cuales el tiempo de la escritura no concuerda con el de la publicación—: Al dulce son de Dios, Consolaciones, Lugares del corazón en nueve sonetos que lo celebran, Salmo, Oscuridad adentro, Objetos perdidos, Entre otros olvidos, Rescoldos o La voz que me llama.
Es autor también de Ensayos anglo-andaluces y de obras dramáticas (Hay que lamentar una víctima y Cuando llegue el otoño), y ha traducido a poetas ingleses como William Wordsworth, John Donne, Richard Crashaw, Gerard Manley Hopkins o T. S. Eliot. 

### Lírica
- Versos de retorno (1928), Málaga, Imprenta Sur, 1929.
- Al dulce son de Dios (1936-1945); en Poesía 1929-1980, 1989.
- Sonetos de amor por un autor indiferente, Málaga, Meridiano, 1942.
- Abril del alma, M., Col. Adonais, 1943.
- Cantos a Rosa, M., Col. Adonais, 1954.
- Altos mayos; en Caracola, n.º 18, 1954.
- Lugares del corazón, en nueve sonetos que los celebran, Cuadernos de María Cristina n.º 16; Málaga, Librería Anticuaria El Guadalhorce, 1962.
- Ardiente jinete, Málaga, Puerta del Mar, 1984.
- Cancionerillo de la Casería (1940-1943), Málaga, Librería Anticuaria el Guadalhorce, 1987.
- Consolaciones (1955-1965), en Poesía 1929-1980, 1989.
- Oscuridad adentro (1950-1980), en Poesía 1929-1980, 1989.
- Canciones, con dibujos de Jesús Martínez Labrador; colección Seguro azar, EDA Libros, Benalmádena, 2003.[1]
- Rescoldos, edición de Antonio Carvajal; Sevilla, Point de Lunettes, 2005.
- La voz que me llama, Valencia, Pre-Textos, 2005.

Se publicó su Obra completa en verso, con prólogo de Clara Martínez Mesa; Valencia, Pre-Textos, 2008.

### Prosa
- Cuentos surrealistas, Madrid, Turner, 1979.
- Historias de familia, relatos; Madrid, Revista de Occidente, 1945.
- Las cosas del campo, Málaga, El Arroyo de los Ángeles, 1951.
- Las musarañas, Madrid, Revista de Occidente, 1957.
- Ensayos anglo-andaluces, Valencia, Pre-Textos, 1996.
- La gran musaraña, Valencia, Pre-Textos, 1994.
- La rebusca, Málaga, Imprenta Sur, 1998.
- Dejado ir (estancias y viajes), Valencia, Pre-Textos, 1995.
- Amigos y maestros, memorias literarias; Valencia, Pre-Textos, 1992.
- Antequera, norte de mi pluma, prólogo de Francisco López Estrada; Valencia, Pre-Textos, 1977.
- Las sombras, Málaga, Centro Cultural Generación del 27, 2005.
- El comendador, Valencia, Pre-Textos, 2006.

### Teatro
- Hay que lamentar una víctima.
- Cuando llegue el otoño.

## Reconocimientos
Fue Premio Nacional de Poesía en 1998 por Objetos perdidos, y en 2002 se le concedió el Premio Reina Sofía de Poesía Iberoamericana por el conjunto de su obra. El 12 de diciembre de 2009 se estrenó en su localidad natal, Antequera, el documental El poeta sin tiempo, que se acerca a la figura del vate, tanto a su persona como a su obra.